# Breedeweg
Breedeweg (anhörenⓘ) ist ein Dorf mit 2550 Einwohnern (Stand: 1. Januar 2024) in der Gemeinde Berg en Dal in der niederländischen Provinz Gelderland.

## Geografie
Der Ort liegt an dem Provinciale weg 843 zwischen Groesbeek und Milsbeek nahe der deutschen Grenze. Als Ortsteil der Gemeinde Kranenburg stellt Grafwegen den Grenzort auf deutscher Seite dar. In Breedeweg entspringt der Bach Leigraaf, der durch De Horst sowie Kranenburg führt und bei Wyler ins Wylermeer mündet. Außerhalb des Ortskerns erstreckt sich das Marschgebiet De Bruuk, das als Teil des Natura 2000-Netzes gekennzeichnet ist.

## Geschichte
Großgrundbesitzer sollen sich in der ersten Hälfte des 19. Jahrhunderts niedergelassen haben, woraufhin unter anderem durch Kultivierung die Wohnorte Breedeweg und De Horst entstanden sein sollen.

## Sport
In Breedeweg sind die Fußballvereine VV Rood Wit und Groesbeekse Boys beheimatet. Ersterer spielt in der Saison 2018/19 sonntags in der achthöchsten Fußballliga der Niederlande, der Derde Klasse, während Letzterer seine Spiele in der Vierde Klasse, der neunthöchsten Liga, austrägt.